# Capusa cuculloides
Capusa cuculloides är en fjärilsart som beskrevs av Felder 1868. Capusa cuculloides ingår i släktet Capusa och familjen mätare. Inga underarter finns listade i Catalogue of Life.

## Bildgalleri

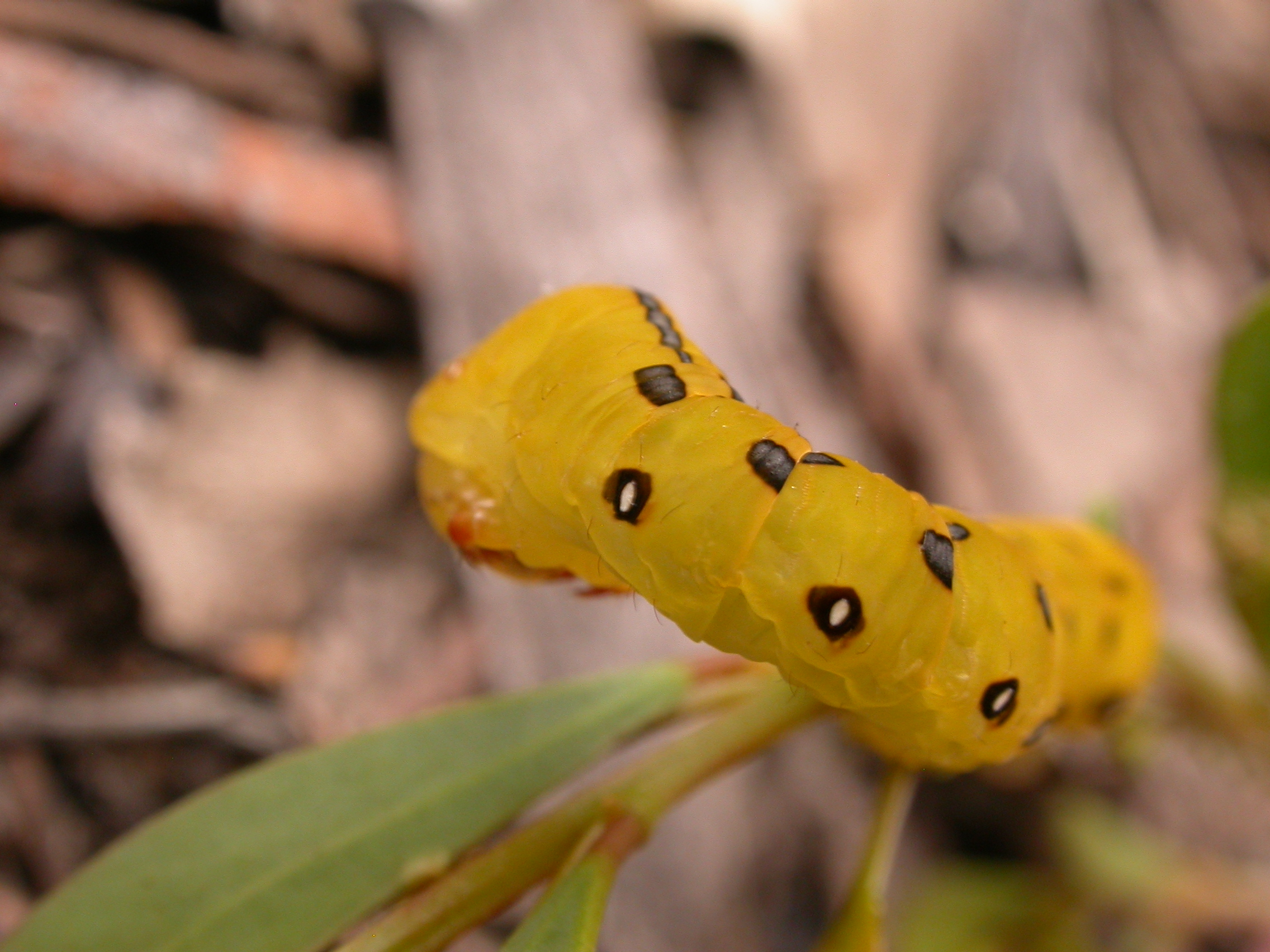
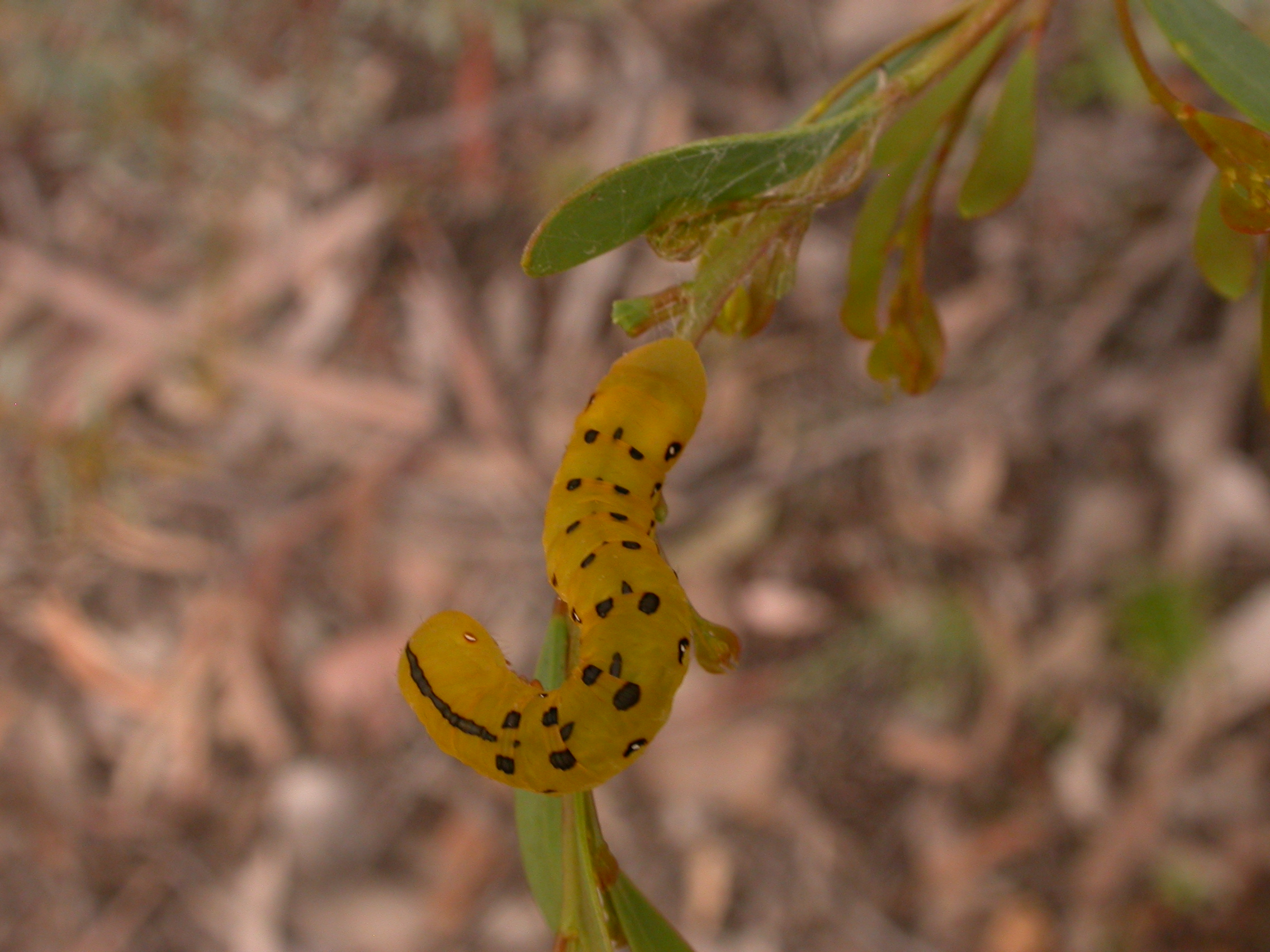